# La odisea de Astérix
La odisea de Astérix es el álbum de historietas número 26 de la serie Astérix el Galo escrito y dibujado por Albert Uderzo, publicado en 1981 por Les Éditions Albert René/Goscinny-Uderzo en Francia y por Salvat en España.

## Argumento
Con el fin de conseguir el secreto de la poción mágica, Julio César decide recurrir al jefe de la policía secreta romana, Fielhastalfinus (caricatura del actor francés Bernard Blier), que encomienda a su mejor espía, Ceroceroséix, que se persone en la aldea y se haga con la fórmula. Ceroceroséix (parodia de Sean Connery como James Bond), es un druida que sirve a los romanos por venganza y puede recibir la fórmula porque, de acuerdo a la antigua tradición, sólo pasa de boca de druida a oído de druida.
Paralelamente, el mercader fenicio Espigademaíz (en su segunda aparición tras Astérix gladiador) vuelve a la aldea para vender sus productos, pero olvida traer consigo «aceite de roca», uno de los múltiples ingredientes de la poción mágica. Con el fin de conseguirlo antes de que los romanos descubran que es imposible seguir fabricando poción mágica, Economicrisis retorna a Fenicia con Astérix, Obélix, Ideafix y el espía Ceroceroséix, que no ha logrado ganarse la entera confianza de Panorámix y por ello trata de sabotear la misión desde dentro
El viaje se convierte en una aventura por Fenicia, Palestina y otros lugares de Oriente Medio, salpicado de referencias a al cine de espionaje, la Biblia, la Crisis del petróleo de 1973 y la situación de guerra permanente entre los diferentes países, pueblos y etnias de la zona.

## Comentario del cómic
La Odisea de Astérix fue el segundo álbum de Albert Uderzo en solitario, después de la muerte de René Goscinny. Al contrario que su predecesor, La gran zanja, cosechó muy buenas críticas y todavía hoy suele considerarse uno de los mejores álbumes de Uderzo en solitario, sólo superado por Astérix en la India.[cita requerida] Para la historia, Uderzo se basó en gran parte en las últimas anotaciones que Goscinny, a quien dedicó el álbum, dejó antes de morir.[cita requerida]
Goscinny aparece caricaturizado en la figura de Saúl Soysolteroenlaví, uno de los mercaderes de Jerusalén, que ayuda a Astérix y Obélix en su misión. También aparece la caricatura del actor francés Jean Gabin, que presta su rostro a Poncio Penates, el gobernador romano de Jerusalén que siempre se está lavando las manos de forma compulsiva, una referencia Poncio Pilato.